# 本山博幸
本山 博幸（もとやま ひろゆき、1969年9月28日 - ）は、日本の政治家、建築士。神奈川県松田町長（3期）。

## 来歴
佐賀県武雄市出身。東海大学工学部卒業。2000年（平成12年）頃、松田町に移り住んだ。住宅建築会社社長を務める。
2013年（平成25年）9月8日に行われた松田町長選挙に立候補。現職の島村俊介との一騎打ちを制し初当選した。9月23日、町長就任。
2017年（平成29年）、再選を果たす。2021年（令和3年）、3選。

## 町政
DHCとの協定解消
2016年（平成28年）12月、松田町はDHCと、災害時の物資支援を含む包括連携協定を締結した。
その後、DHCは2020年（令和2年）11月、吉田嘉明会長名で競合他社について「CMに起用されているタレントはどういうわけかほぼ全員がコリアン系の日本人」と公式ウェブサイトに記載。2021年（令和3年）4月9日、DHCはさらに吉田の差別発言を掲載。吉田は「NHKは幹部・アナウンサー・社員のほとんどがコリアン系」「NHKは日本の敵」と述べた。
DHCは人権団体などからの削除要請を拒み続けていたが、2021年（令和3年）5月31日、ウェブサイトから一連の文章をすべて削除した。6月2日、本山は神奈川新聞の取材に「文書削除を粘り強く求めていたものが通じた。会長も反省していると説明を受けている」と述べ、協定を継続する意向を示した。6月7日、松田町議会は、協定の破棄を町に求める決議書を可決。これを受けて本山は「議会の意思は尊重しなければいけない」と述べ、一転して破棄する考えを示した。松田町は7月19日付で協定を解除した。
松田町パートナーシップ宣誓制度
2021年（令和3年）10月1日、LGBTなど性的少数者のカップルが婚姻と同等の扱いを受けられる「パートナーシップ宣誓制度」を導入した。松田町は導入するとともに、同制度の相互利用に関する協定を結んでいる南足柄市と大井町の枠組みに加わった。